# Freischütz (Achterbahn)
Freischütz ist ein stählerner Launched Coaster vom Modell  X-Car / Flying Launch Coaster des Herstellers Maurer Rides im Bayern-Park (Reisbach, Bayern, Deutschland), der am 21. August 2011 eröffnet wurde.
Die 483 m lange Strecke erreicht eine Höhe von 24 m und verfügt über vier Inversionen: einen Inside-Top-Hat, einen Looping und zwei Heartline-Rolls. Der Zug wird per Linearmotoren (LSM) beschleunigt. Abgebremst wird der Zug nicht mittels Bremsen am Ende der Fahrt, sondern mittels der Linearmotoren, die den Zug zu Beginn der Fahrt beschleunigen. Dadurch kann die Strecke nur mit einem Zug befahren werden. Bei geringem Besucherandrang kann der Zug auf der Beschleunigungsstrecke ein weiteres Mal beschleunigt werden, ohne dass er zunächst abgebremst wird (siehe fliegender Start). Außerdem wird beim Bremsen mit dem Linearmotor die Bremsenergie zurückgewonnen, was bei einer Achterbahn erstmals eingesetzt wird.
Die Bahn thematisiert die namensgebende Oper Der Freischütz von Carl Maria von Weber.